# Руслан и Людмила (фильм, 1938)
«Русла́н и Людми́ла» — советский чёрно-белый художественный фильм Ивана Никитченко и Виктора Невежина, снятый в 1938 году на киностудии «Мосфильм» по мотивам одноимённой поэмы А. С. Пушкина.
 В картине использована музыка оперы М. И. Глинки того же названия.

## Сюжет
В общих чертах фильм следует пушкинскому сюжету:

В своей высокой гриднице пирует киевский князь Владимир Ясное Солнышко. Он выдаёт дочь, красавицу Людмилу, за храброго витязя Руслана. Внезапно гремит гром, меркнет свет, чёрный вихрь врывается в окна. Людмила исчезает. На поиски похищенной дочери князя отправляются Руслан и два его соперника в любви — воинственный Рогдай и трусливый Фарлаф. В чистом поле Руслан видит огромную голову, под которой он находит волшебный боевой меч.
 Людмила в плену у злого волшебника — длиннобородого карлика Черномора. Она бродит в сказочных садах и грустит о Руслане. Её спаситель близко. Злой карлик слышит грозный звук рога — это русский витязь вызывает его на битву. В жестокой схватке Руслан побеждает Черномора и отрубает длинную бороду, в которой таилась вся волшебная сила колдуна. С Людмилой, объятой колдовским непробудным сном, витязь пускается в обратный путь. Бесславный соперник Руслана, Фарлаф, воровски нападает на утомлённого долгим путём Руслана и мчится с Людмилой в Киев. Но и в гриднице отца Людмила продолжает спать глубоким сном. Только поцелуй Руслана, вернувшегося в Киев, пробуждает красавицу.

Плакат к прокату в Румынской Народной Республике

— Советские художественные фильмы. Аннотированный каталог. Том II. 1961

## История создания
Широко отмечавшееся в 1937 году столетие со дня смерти А. С. Пушкина не могло пройти мимо советского кинематографа, не стоявшего на месте. Развитие кинотехнологий и самой съёмочной техники, освоение новых приёмов комбинированных съёмок — таких, например, как транспарантные — позволяли обратиться к этому сюжету вновь. Мало кто помнил первую экранизацию «Руслана и Людмилы» (1914) Владислава Старевича, к тому времени утраченную. И в 1937 году в планах «Мосфильма» появилось это название.
 Есть свидетельства, что изначально фильм планировался для постановки С. М. Эйзенштейном, однако осуществление замысла поручили также знавшему толк в киночудесах Ивану Никитченко и недавнему выпускнику мастерской Эйзенштейна во ВГИКе (1936) Виктору Невежину.

Волшебная пушкинская сказка и постановочное решение художника комбинированных съёмок и режиссёра фильма И. Никитченко позволяли использовать всю палитру приёмов и способов комбинированных съёмок — перспективное совмещение (бой Руслана с Головой), макетные съёмки (виды древнего Киева и замка Черномора), рир-проекцию (герои фильма на фоне макета), последующую домакетку (проходы Руслана к замку Черномора), а также создавать уникальные решения, например, способ перекладок и проекционных масок для съёмки оригинальных кадров битвы Руслана с драконом. Соединение проекционного изображения с мультипликационными перекладками дало возможность снять общий план, где Руслан бросает Рогдая в пропасть.— Дмитрий Масуренков, «Мастера визуальных эффектов» — к 100-летию Н. С. Ренкова, 2006
Изобразительно картина решена в сложившихся к XX веку в русском изобразительном искусстве образах, напоминая полотна В. М. и А. М. Васнецовых, В. В. Верещагина, И. Н. Крамского, Н. Н. Ге.
|  |  |

Главной же особенностью «Руслана и Людмилы» стала стилистика немого кино — ни один из персонажей не произносит на камеру ни звука, всё отдано закадровому голосу и в то же время игра актёров не вычурна, как в былом немом.
С. Эйзенштейн всегда пристально следил за своими учениками, им же дорабатывался окончательный вариант монтажа фильма. Историком кино Наумом Клейманом подмечено прямое цитирование им некоторых сцен в «Александре Невском», над которым он параллельно работал, — в частности, мёртвое поле, покрытое костями.

## В ролях
- Сергей Столяров — Руслан
- Людмила Глазова — Людмила
- Николай Бубнов — князь Владимир
- Николай Чаплыгин — Рогдай
- Борис Керопьян — Фарлаф
- К. Комаров — Черномор
- Мария Шлёнская — Наина
- Василий Савицкий — Голова
- Владимир Ершов — голос за кадром

## Съёмочная группа
- Сценарий:

- Иван Никитченко
- Виктор Невежин
- Самуил Болотин

- Постановка:

- Иван Никитченко
- Виктор Невежин

- Главный оператор — Николай Ренков
- Операторы:

- Тамара Лобова
- Александр Приезжев

- Звукооператор — Вячеслав Лещев
- Ассистент оператора — И. Антонов
- Комбинированные съёмки
  - Операторы — Николай Ренков, Пётр Маланичев (дорисовки)
  - Художники — Андрей Никулин (эскизы и дорисовки), Владимир Никитченко (трюки), И. Меден
- Звукооформление — Раиса Лукина
- Режиссёр монтажа — Григорий Широков
- Главный администратор — Б. Чижов
- Музыкальное оформление:

- Лев Штейнберг и Оркестр московской государственной филармонии

## Технические данные
- Страна производитель: СССР
- Языки фильма: русский
- Киноплёнка: 35 мм

- Количество частей: 6
- Метраж: 1430 м[7]
- Звук: моно

## Прокат
На экраны СССР вышел 25 марта 1939 года.
В Финляндии (Ruslan ja Lydmila) — 15 октября 1944 года, в Румынской Народной Республике (Ruslan si Ludmila) при посредничестве советско-румынского «Совромфильма» — не ранее 1946 года.
Зритель любовался сказочными пейзажами и дворцами, а киноспециалисты в подробностях разбирали техническую сторону картины, отыскивая в её замысловатых съёмках плюсы и минусы:
«…введение рисунка в кадр должно быть проведено особенно тщательно и осторожно, иначе природа в кадре будет выглядеть безжизненно. Излишняя перегруженность кадра рисунком привела фильм „Руслан и Людмила“ к тому, что в ряде его кадров заметно отсутствие воздушной перспективы».
В 2010 году фильм издан на DVD.